# Хамовнический полицейский дом
Хамовнический полицейский дом — историческое здание в Москве в районе Хамовники (Комсомольский проспект, дом 16/2, стр. 1). Построен в 1897 году по проекту архитектора А. О. Гунста. Входит в комплекс Хамовнических казарм. Сейчас здание занимает пожарная часть № 17.

## История
В начале XIX века были построены Хамовнические казармы. При них действовала православная церковь. В 1897 году архитектор Анатолий Оттович Гунст переделал колокольню церкви в пожарную каланчу и встроил её в здание пожарной части. Вскоре после этого Гунст был назначен архитектором Хамовнической и Пречистенской частей.
Хамовнический пожарно-полицейский дом в начале XX века стал одним из культурных центров столицы. На втором этаже находилась казённая квартира, в которой жил полицейский врач Сергей Сергеевич Голоушев, получивший известность как живописец и художественный критик. В его квартире часто устраивались богемные вечера, в которых принимали участие художники, писатели и музыканты.
При советской власти в здании были устроены коммунальные квартиры. В 1941 году каланчу снесли, поскольку она могла служить ориентиром для немецких лётчиков. В начале 2010-х годов каланча была восстановлена ООО МСНРУ-2 по проекту архитектора Яна Юрьевича Дависа. На конкурсе «Московская реставрация» 2014 года эта работа была признана лучшей в номинации «Объекты гражданской архитектуры».